# Pure
Pure (в переводе с англ. — «Чистый») — третий студийный альбом Лары Фабиан, вышедший в 1997 году.

## Об альбоме
Этим альбомом Лара Фабиан зарекомендовала себя как сильная и техничная вокалистка, автор песен. В альбоме содержатся характерные для творчества певицы драматические баллады — Tout (Все), Je t’aime (Я люблю тебя), Ici (Здесь) и кавер-версия старого итальянского хита Massimo Renneri — Perdere l’amore, а также новая аранжировка песни с альбома «Carpe diem» — Si tu m’aimes. Успех альбома в большой степени обусловлен включением в него песни La difference (Отличие), в тексте которой содержится протест против гомофобии.
Во Франции альбом Pure расходится тиражом более 2 000 000 копий и менее чем за две недели приобретает платиновый статус. Лара получает награды, такие как Félix и ADISQ gala за лучший альбом 1997 года.

## Je t’aime (Я тебя люблю)
Лирику к этой песне Лара Фабиан посвятила своему другу и продюсеру, Рику Аллисону, с которым её долгое время связывали романтические отношения. Это песня об эгоизме и любви, несмотря на расставание.
Песня Je t’aime была исполнена певицей на церемонии вручения международной награды World Music Awards 1999 года, (она стала лауреатом за лучшие продажи в странах Бенилюкса).
Композиция приобретает популярность и многократно исполняется на различных музыкальных конкурсах молодых исполнителей, в том числе российских. Полина Гагарина исполнила эту песню на конкурсе «Новая волна» в Юрмале; Ксения Ларина — на «Фабрике звёзд — 4».
Исполнение этой песни певицей Азизой можно было увидеть во время трансляции телепроекта «Ты — суперстар!» на канале НТВ. Азиза включила в песню куплет на русском, переведя Je t’aime как «Мой крест» и посвятив своё исполнение погибшему Игорю Талькову.
Центральной темой видеоклипа является московский лимузин ЗИЛ-114.

## Список композиций
| #  | Название                          | Музыка                      | Слова               | Продолжительность |
| -- | --------------------------------- | --------------------------- | ------------------- | ----------------- |
| 1  | «Tout»                            | Рик Аллисон                 | Лара Фабиан         | 04:16             |
| 2  | «Si tu m’aimes»                   | Рик Аллисон                 | Лара Фабиан         | 03:30             |
| 3  | «J’ai zappé»                      | Vincent Thoma               | Dominique Owen      | 05:06             |
| 4  | «La différence»                   | Рик Аллисон                 | Лара Фабиан         | 04:12             |
| 5  | «Humana»                          | Рик Аллисон                 | Лара Фабиан         | 05:39             |
| 6  | «Urgent désir»                    | Daniel Lavoie, Mario Proulx | Daniel Lavoie       | 03:57             |
| 7  | «Les amoureux de l’an deux mille» | Рик Аллисон                 | Лара Фабиан         | 04:54             |
| 8  | «Ici»                             | Daniel Seff                 | Лара Фабиан         | 03:26             |
| 9  | «Alléluia»                        | Daniel Seff, Рик Аллисон    | Лара Фабиан         | 04:08             |
| 10 | «Je t’aime»                       | Рик Аллисон                 | Лара Фабиан         | 04:21             |
| 11 | «Je t’appartiens»                 | Janey Clewer                | Лара Фабиан         | 03:23             |
| 12 | «Perdere l’amore»                 | Marcello Marrocchi          | Giampiero Artegiani | 05:04             |